# Рыхлин, Николай Владиславович
Никола́й Владисла́вович Ры́хлин (4 [17] мая 1915, Грозный, Терская область — март 1989, Грозный) — военный лётчик, капитан, Герой Советского Союза (1943; лишён звания в 1977 году).

## Биография
Родился 4 (17) мая 1915 года в городе Грозный. После окончания школы-семилетки работал на фрезерном заводе. В 1937 году окончил Грозненский аэроклуб. В 1937—1939 годах проходил срочную службу в Рабоче-крестьянской Красной Армии. После демобилизации работал лётчиком-инструктором в аэроклубе.
Вновь в армии с 1942 года. После окончания военной авиационной школы лётчиков направлен на фронт.
Участник Великой Отечественной войны с апреля 1943 года в должности лётчика 805-го штурмового авиационного полка (230-я штурмовая авиационная дивизия 4-я воздушная армия Северо-Кавказский фронт). 21 апреля 1943 года в составе группы из шести штурмовиков Ил-2 (ведущий — капитан С. М. Мкртумов) выполнял свой второй боевой вылет. Во время нанесения бомбоштурмового удара по танкам противника самолёт Н. В. Рыхлина получил повреждения и при отходе от цели отстал от группы. После этого был атакован четвёркой истребителей Ме-109. Когда пара вражеских истребителей, выпустив шасси для уменьшения скорости, подошла к Ил-2 сверху сзади, Н. В. Рыхлин умелым манёвром отвернул свой самолёт от огненных трасс противника, и дал возможность воздушному стрелку И. С. Ефременко прицельной очередью сбить ведущий Ме-109. Затем, резко сбросив скорость и довернув Ил-2 в сторону противника, сам атаковал второй «мессершмитт», проскочивший вперёд. В результате выпущенной очереди самолёт противника был сбит. Следующей очередью воздушного стрелка был подбит третий вражеский истребитель, который задымил и вместе с оставшимся Ме-109 покинул поле боя. Несмотря на множественные пробоины и повреждения, а также полученные в бою ранения, Н. В. Рыхлин сумел посадить подбитый Ил-2 на своём аэродроме на мысе Тонкий в районе Геленджика.
За ходом воздушного боя с командного пункта наблюдал командующий ВВС Красной Армии маршал авиации А. А. Новиков, который высоко оценил действия экипажа. 23 апреля 1943 года был подписан приказ о присвоении младшему лейтенанту Н. В. Рыхлину внеочередного воинского звания старший лейтенант и награждении его орденом Красного Знамени.
Указом Президиума Верховного Совета СССР «О присвоении звания Героя Советского Союза начальствующему составу Военно-Воздушных сил Красной Армии» от 24 мая 1943 года за «образцовое выполнение боевых заданий командования на фронте борьбы с немецкими захватчиками и проявленные при этом отвагу и геройство» удостоен звания Героя Советского Союза с вручением ордена Ленина и медали «Золотая Звезда».
Участвовал в освобождении Тамани и Крыма. Всего за время войны совершил 67 боевых вылетов на штурмовике Ил-2.
С марта 1945 года служил в Среднеазиатском военном округе, командовал авиаэскадрильей. С августа 1946 года капитан Н. В. Рыхлин — в запасе.
Жил в городе Грозный. Работал инспектором в Госбанке. В 1950 году народным судом приговорён к 15 годам лишения свободы за совершение уголовного преступления. После освобождения работал в народном хозяйстве. За хищение государственного имущества в марте 1977 года вновь приговорён к 15 годам лишения свободы. Указом Президиума Верховного Совета СССР от 9 августа 1977 года лишён звания Героя Советского Союза и всех наград.
Досрочно освобождён из заключения в 1987 году. Жил в городе Грозный. Умер в марте 1989 года.

## Награды
- Герой Советского Союза (24.05.1943)
- орден Ленина (24.05.1943)
- орден Красного Знамени (23.04.1943)
- медали

Лишён всех наград 9 августа 1977 года.